# Plexus cœliaque
Le plexus cœliaque (anciennement plexus solaire par référence à la forme rayonnée du soleil) est un plexus nerveux situé dans l'abdomen autour de l'origine du tronc cœliaque et de l'artère mésentérique supérieure. Il comporte notamment trois paires de ganglions : cœliaques (anciennement semi-lunaires), mésentériques supérieurs et aortico-rénaux. C'est le plus grand des plexus du système nerveux autonome. Il participe à l'innervation de nombreux viscères via des plexus secondaires à destination du diaphragme, de la rate, du foie, de l'intestin grêle, des glandes surrénales, des reins et des gonades.

## Description
Le plexus cœliaque est situé dans l'abdomen, au niveau de la douzième vertèbre thoracique et de la première vertèbre lombaire. Il est situé en arrière de l'estomac et de la bourse omentale, en avant des piliers du diaphragme et de l'aorte abdominale, et entre les deux glandes surrénales. Il s'agit d'un réseau de fibres nerveuses qui relie plusieurs ganglions.
Les trois paires de ganglions principaux sont les ganglions cœliaques, mésentériques supérieurs et aortico-rénaux. Les ganglions cœliaques sont situés de part et d'autre du tronc cœliaque. En avant de chacun des deux ganglions cœliaques se trouve un vaisseau sanguin : l'artère splénique à gauche, et la veine cave inférieure à droite. Les ganglions mésentériques supérieurs sont situés de chaque côté de l'origine de l'artère mésentérique supérieure. Enfin, les ganglions aortico-rénaux sont situés chacun en avant de l'origine de l'artère rénale correspondante.

## Branches
Le plexus cœliaque reçoit plusieurs branches afférentes. Il s'agit principalement du nerf vague droit, issu du tronc cérébral dans le crâne, et des nerfs grands splanchniques, petits splanchniques et splanchniques imus, issus des troncs sympathiques dans le thorax.
Le plexus cœliaque donne de nombreuses branches efférentes qui sont des plexus secondaires : les plexus phréniques, qui accompagnent les artères phréniques inférieures ; les plexus surrénaux ; le plexus gastrique, qui accompagne l'artère gastrique gauche ; le plexus hépatique, qui accompagne l'artère hépatique commune ; le plexus splénique, qui accompagne l'artère splénique ; le plexus mésentérique supérieur, qui accompagne l'artère mésentérique supérieure ; les plexus rénaux, qui accompagnent les artères rénales ; les plexus testiculaires (chez l'homme) ou ovariques (chez la femme), qui accompagnent les artères testiculaires ou ovariques ; enfin, le plexus intermésentérique, qui accompagne l'aorte descendante.